# Klonk
Klonk je národní přírodní památka spadající pod CHKO Český Kras, ležící v severní části obce Suchomasty asi 12 kilometrů od Berouna. Jedná se o celosvětově významnou geologickou lokalitu – nachází se zde stratigrafický profil hranice silur/devon, vytyčený podle nástupu vůdčího graptolita Monograptus uniformis ve vrstvě číslo 20. Stratotyp byl vyhlášen 8. 2. 1972 na 24. mezinárodním geologickém kongresu v Montrealu a jedná se o vůbec první vyhlášený stratotyp na světě.

## Historie
Vedení hranice mezi devonem a silurem bylo předmětem řady sporů již od 70. let 19. století. Tzv. hercynská otázka byla vyřešena právě až přijetím mezinárodního stratotypu v roce 1972. Od té doby je Klonk jedním z nejpopulárnějších světových stratigrafických profilů. Roku 1977 byl vyhlášen jako národní chráněný přírodní výtvor.

## Geologie

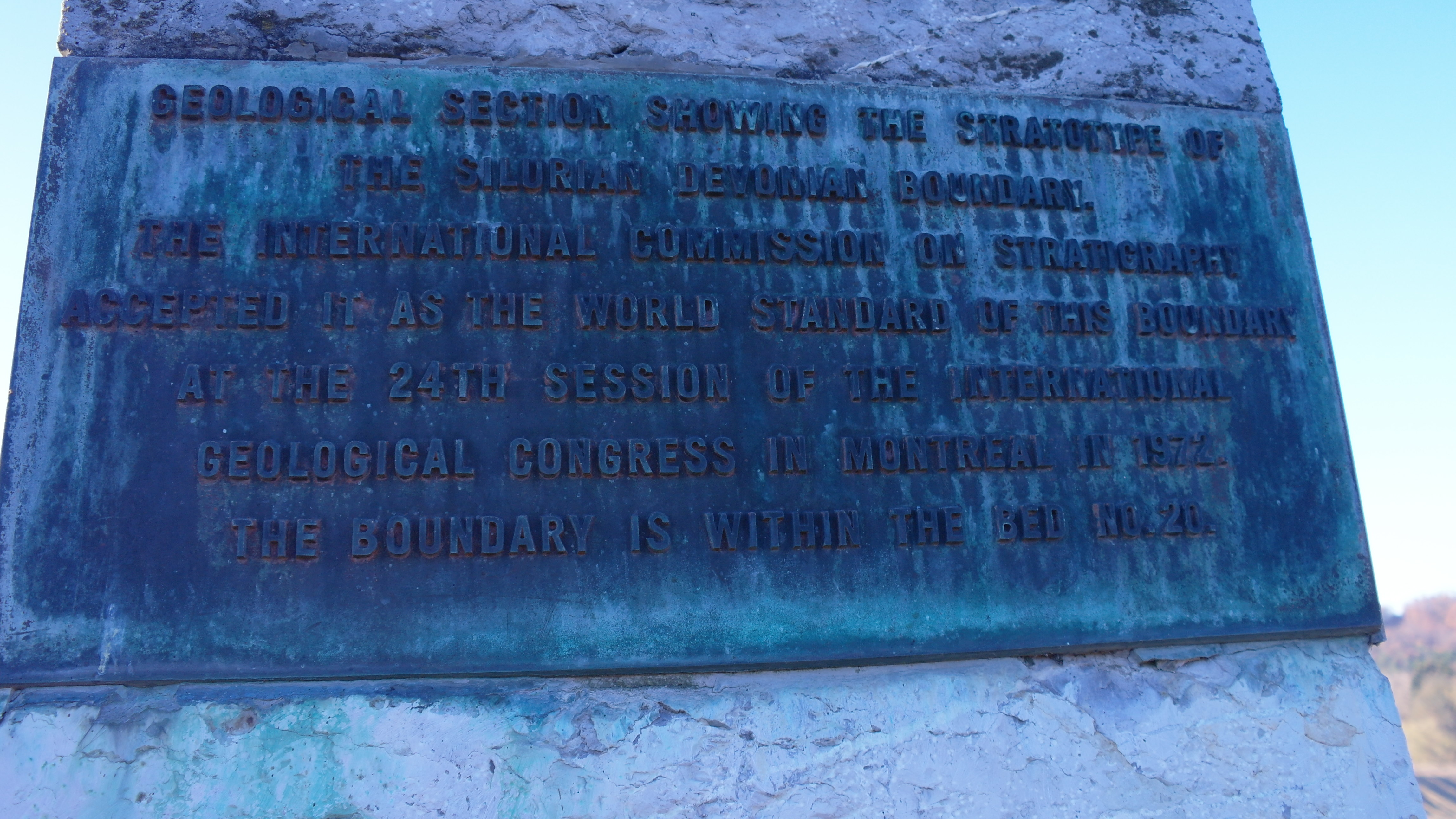
Deska památníku s anglickým textem

Jedná se o skalnatý svah ležící při pravém břehu Suchomastského potoka. Nalézají se zde dvě souvrství svrchního siluru (kopaninské, požárské) a jedno souvrství spodního devonu (lochkovské). Kopaninské souvrství je reprezentováno tufitickými vápnitými břidlicemi, požárské souvrství šedými deskovitými vápenci a v lochkovském souvrství se nacházejí jemné bioklastické vápence. Stratotyp se specificky nachází ve facii radotínských vápenců, tvořených rytmickým střídáním tmavě šedých bitumenózních vápenců a černošedých vápnitých břidlic. Bentická fauna je zde ochuzena (sedimenty vznikaly v dysoxických podmínkách), nacházejí se zde proto primárně planktonní a nektonní organismy.Hraniční vrstvy jsou zcela bez negativního narušení tektonickými procesy, nenachází se zde ani žádná faciální změna a profil tvoří jediný kontinuitní sled.
Z paleontologického hlediska se zde kromě již zmíněných graptolitů nachází významný trilobit Warburgella rugulosa, typický pro bázi devonu, konodont Icriodus wolschmidti či chitinovec Agnochitina chlupaci. Tyto druhy provází i další četní mlži, plži, korýši a ramenonožci. Kromě živočichů můžeme ve vrstvách objevit i zbytky suchozemských rostlin, jmenovitě rod Cooksonia. Půdy jsou v oblasti spíše nevyvinuté, pouze nad potokem se v dolní části svahu dají nalézt zahliněné sutě.
V lokalitě se nachází unikátní památník reprezentující dvě geologické vrstvy spjaté mezinárodním usnesením. Byl vystaven roku 1977, autorem je akademický sochař Jiří Novotný.

## Flóra a fauna
Na svahu Klonku můžeme najít několik rostlinných společenstev. Podél potoka se vyskytuje člověkem vysázený porost, zastoupený např. olší lepkavou (Alnus glutinosa), jasanem ztepilým (Fraxinus excelsior) či topolem kanadským (Populus ×canadensis), v dolních svazích pak rostou zbytky suťových lesů s dominantou klenu (Acer pseudoplatanus). Stinné vápence u potoka jsou vhodnou lokalitou pro řadu vzácných mechorostů, jako je vápnomilka přerušovaná (Pedinophyllum interruptum) nebo trněnka tlustožeberná (Eurhynchium crassinervium).
Většinu svahu pokrývají pro lokalitu nepůvodní druhy – borovice černá (Pinus nigra), modřín opadavý (Larix decidua), trnovník akát (Robinia pseudoacacia) a smrk ztepilý (Picea abies). Původní společenstvo dubohabřin (dub zimní (Quercus petraea), habr obecný (Carpinus betulus), javor babyka (Acer campestre) najdeme pouze ve vrchních částech profilu. Původně travnaté, dnes nezalesněné plochy bývají pokryty keři růže šípkové (Rosa canina), trnky obecné (Prunus spinosa) svídy krvavé (Cornus sanguinea), na vrcholu kopce pak nachází oblast xerotermních kostřav jako je chrpa latnatá (Centaurea stoebe) či vlnice chlupatá (Oxytropis pilosa).

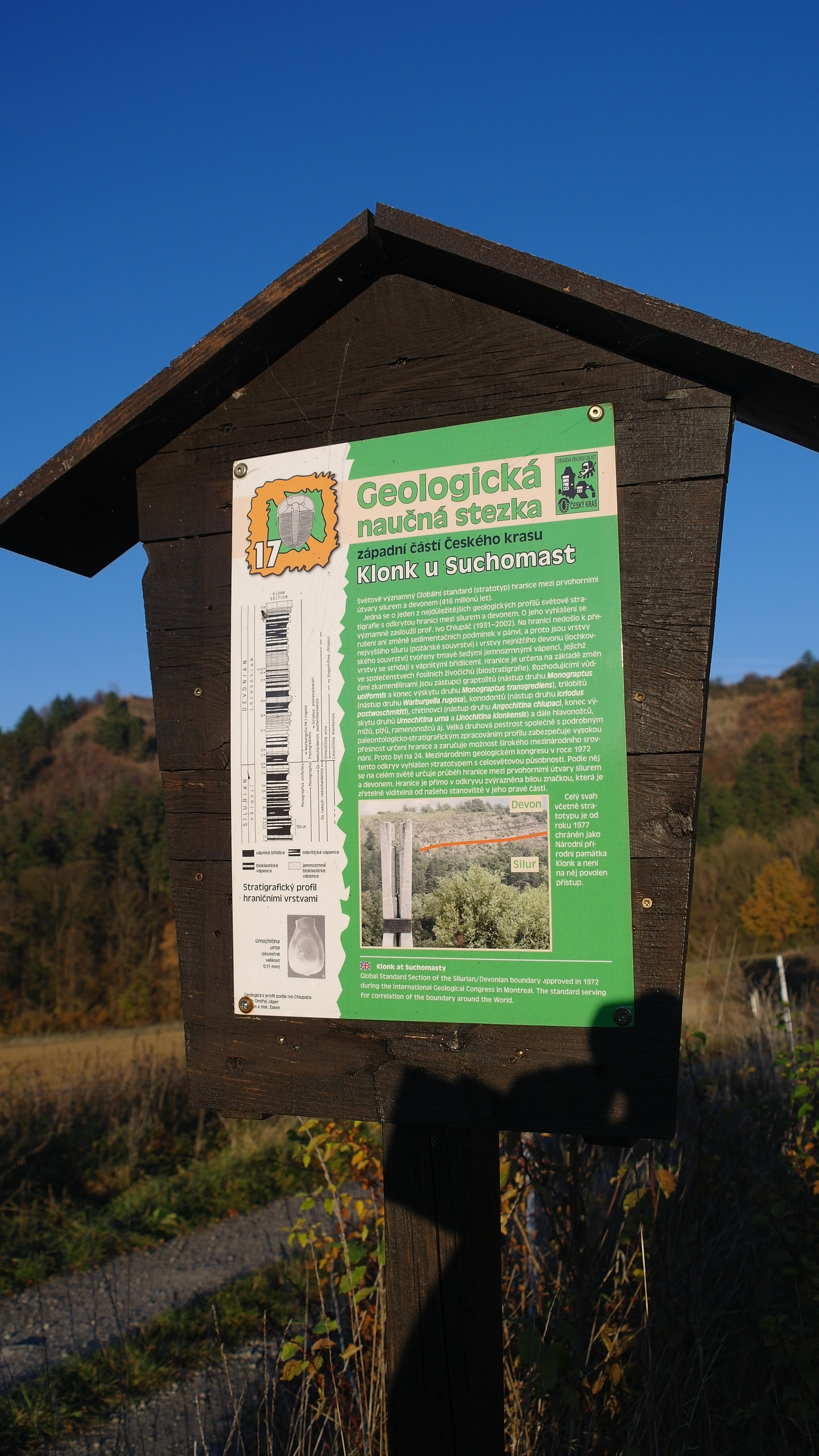
Informační tabule geologické stezky

Klonk je hnízdištěm řady ptáků, mimo jiné konipasa horského (Motacilla cinerea), krahujce obecného (Accipiter nisus) či káně lesní (Buteo buteo). Většinu fauny zde zastupují bezobratlí, oproti jiným částem Českého krasu je zde ovšem poněkud ochuzena měkkýší fauna. Z obratlovců se pak můžeme setkat s liškou obecnou (Vulpes vulpes), jezevcem lesním (Meles meles), myšicí křovinnou (Apodemus sylvaticus) a dalšími, většinou běžnými druhy

## Plán ochrany

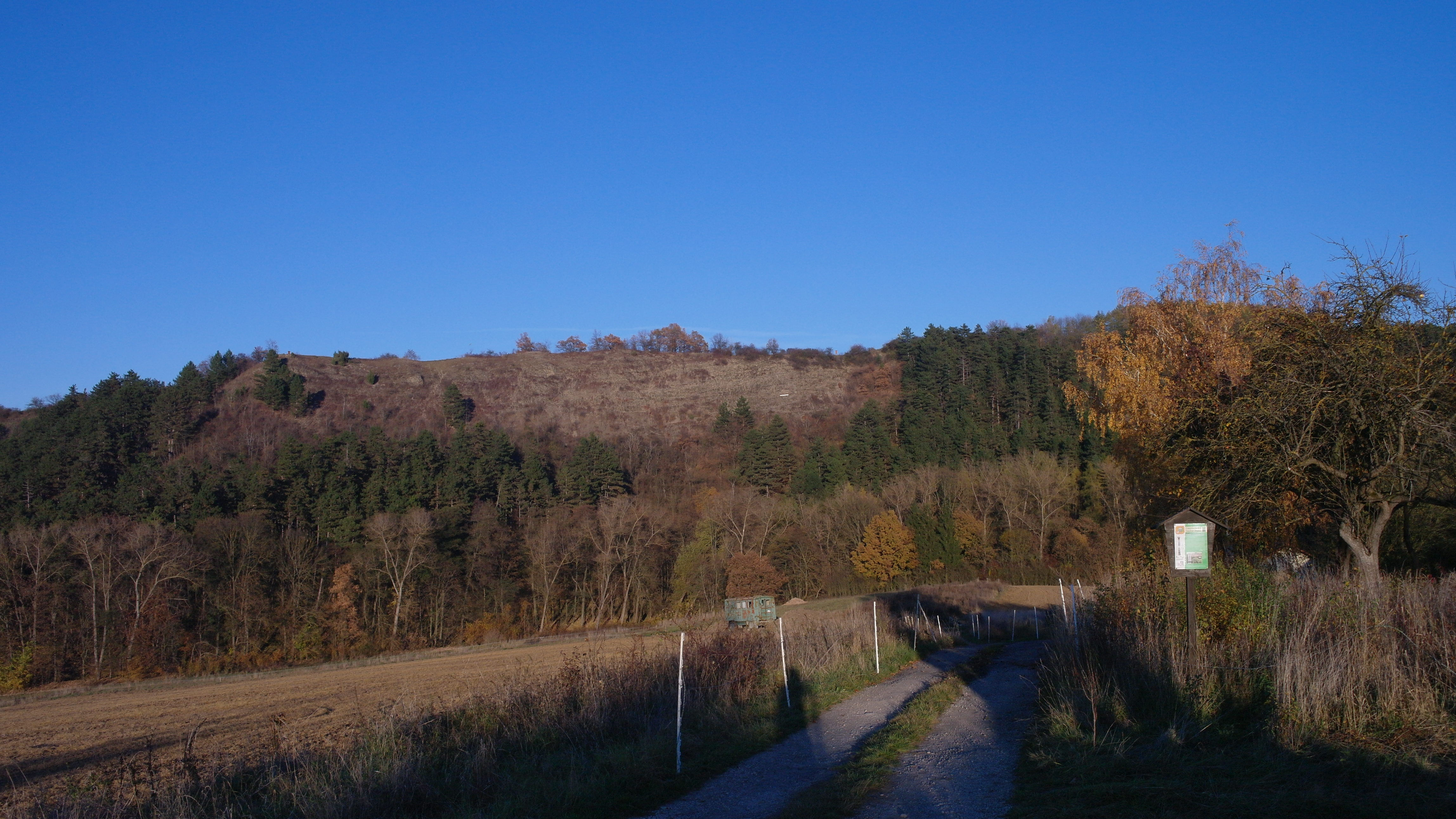
Pohled na geologický profil s vyznačenou vrstvou č. 20

Cílem ochrany je zajistit nenarušení důležitého geologického profilu a jeho zachování pro budoucí studium. Profil je ohrožován hlavně neodbornými paleontology, kteří očekávají bohatou lokalitu, Klonk je ovšem významný hlavně díky mikrofosilním nálezům. Profilu hrozí i zarůstání vegetací, která byla již v minulosti úspěšně odstraňována především pomocí výkopu a chemických herbicidů. Odstraňování nevhodné vegetace ze svahu by mělo napomoci i návratu původní vegetační druhové skladby, která byla dříve silně ovlivňována pastvou. V budoucnu se plánuje i terénní vytyčení hranic chráněného území pro usnadnění údržby oblasti, která leží na částech dvou pozemků. Svah je v současné době veřejnosti nepřístupný nejen kvůli ochraně profilu, ale též kvůli nebezpečí zranění návštěvníků na strmém svahu.

## Naučná stezka
Místem prochází 39 kilometrů dlouhá geologická naučná stezka, vedoucí i přes okolní památky Lom na Kobyle, Zlatý kůň, Koda a jiné. Jednotlivé lokality na sebe tematicky nenavazují a je tudíž možné projít jen některé části naučné stezky. Stezka je vhodná i pro cykloturistiku, popisné tabule jsou v českém jazyce s anglickým abstraktem.